# 2008年北京オリンピックのスペイン選手団
2008年北京オリンピックのスペイン選手団（2008ねんペキンオリンピックのスペインせんしゅだん）は、2008年8月8日から8月24日にかけて中国の北京を主として開催された2008年北京オリンピックのスペイン選手団、およびその競技結果。

## 概要
今大会は金メダル5個、銀メダル11個、銅メダル3個の合計19個のメダルを獲得した。

## メダル
| メダル | 選手名 | 競技                       | 種目                 |
| ------ | --- | -------------------------- | -------------------- |
| 金     | ラファエル・ナダル | テニス                     | 男子シングルス       |
| 金     | フェルナンド・エチャバリ アントン・パス | セーリング                 | 男女混成トルネード級 |
| 金     | サムエル・サンチェス | 自転車                     | 男子個人ロードレース |
| 金     | ホアン・リャネラス | 自転車                     | 男子ポイントレース   |
| 金     | サウル・クラビオット カルロス・ペレス | カヌー                     | 男子K2人乗り500m     |
| 銀     | アンドレア・フエンテス ヘマ・メングアル | シンクロナイズドスイミング | 女子デュエット       |
| 銀     | アンドレア・フエンテス ヘマ・メングアル ラケル・コラル イリーナ・ロドリゲス パオラ・ティラドス ラウラ・ロペス タイス・ヘンリケッズ アルバ・マリア・カベーロ ギセラ・モロン | シンクロナイズドスイミング | 女子チーム           |
| 銀     | ビルヒニア・ルアノ・パスクアル アナベル・メディナ・ガリゲス | テニス                     | 女子ダブルス         |
| 銀     | フランシスコ・コルテス サンチアゴ・フレイシャ フランシスコ・ファブレガス ビクトル・ソホ アレックス・ファブレガス ポル・アマット エドゥアルド・ツバウ ロク・オリバ フアン・フェルナンデス ラモン・アレグレ サビエル・リバス アルベルト・サラ ロドリゴ・ガルサ セルヒ・エンリケ エドゥアルド・アルボス ダビド・アレグレ フランク・ディナレス サビエル・キャスティヤーノ | ホッケー                   | 男子                 |
| 銀     | ヘルバシオ・デフェル | 体操                       | 男子床               |
| 銀     | パウ・ガソル ルディ・フェルナンデス リッキー・ルビオ フアン・カルロス・ナバーロ ホセ・カルデロン フェリペ・レジェス カルロス・ヒメネス ラウル・ロペス ベルニ・ロドリゲス マルク・ガソル アレックス・ムンブル ホルヘ・ガルバホサ | バスケットボール           | 男子                 |
| 銀     | シャビエル・フェルナンデス イケル・マルティネス | セーリング                 | 男女混成49er級       |
| 銀     | リディア・バレンティン | ウエイトリフティング       | 女子75kg級           |
| 銀     | ホアン・リャネラス トニ・タウレル | 自転車                     | 男子マディソン       |
| 銀     | ダビド・カル | カヌー                     | 男子C1人乗り500m     |
| 銀     | ダビド・カル | カヌー                     | 男子C1人乗り1000m    |
| 銅     | ダビド・バルフェット イオン・ベラウステギ ダビド・ダビス アルベルト・エントレリオス ラウル・エントレリオス ルーベン・ガラバヤ フアン・ガルシア ホセ・ ハビエル・オンブラドス デメトリ・ロサノ クリスティアン・マルガグロ カルロス・プリエト アルベルト・ロカス イケル・ロメロ ビクトル・トマス                                                                        | ハンドボール               | 男子                 |
| 銅     | レイレ・オラベリア | 自転車                     | 女子ポイントレース   |
| 銅     | ホセ・ルイス・アバホ | フェンシング               | 男子エペ個人         |

## バスケットボール
- 男子 - 
  - 4 パウ・ガソル
  - 5 ルディ・フェルナンデス
  - 6 リッキー・ルビオ
  - 7 フアン・カルロス・ナバーロ
  - 8 ホセ・カルデロン
  - 9 フェリペ・レジェス
  - 10 カルロス・ヒメネス
  - 11 ラウル・ロペス
  - 12 ベルニ・ロドリゲス
  - 13 マルク・ガソル
  - 14 アレックス・ムンブル
  - 15 ホルヘ・ガルバホサ

## 自転車

### ロードレース
男子
- 個人ロードレース
  - サムエル・サンチェス -  (6時間23分49秒)
  - アレハンドロ・バルベルデ - 12位 (6時間24分09秒)
  - カルロス・サストレ - 49位 (6時間31分06秒)
  - アルベルト・コンタドール - DNF
  - オスカル・フレイレ - DNF
- 個人タイムトライアル
  - アルベルト・コンタドール - 4位 (1時間03分29秒)
  - サムエル・サンチェス - 6位 (1時間04分37秒)

女子
- 個人ロードレース
  - アンナ・サンチス - 19位 (3時間32分52秒)
  - マルタ・ビラホサナ - 25位 (3時間43分25秒)

### トラックレース
男子
- 個人追い抜き
  - セルヒ・エスコバル - 予選10位 (4分26秒102)
  - トニ・タウレル - 6位 (予選6位・4分22秒462、1回戦6位・4分24秒974)
- 団体追い抜き
  - セルヒ・エスコバル、アシエル・マエストゥ、アントニオ・ミゲル、セバスティアン・ムンタネル - 7位 (予選7位・4分06秒509、1回戦・ ニュージーランドに追い抜かれ)
- ポイントレース
  - ホアン・リャネラス -  (60ポイント)
- マディソン
  - ホアン・リャネラス、トニ・タウレル -  (7ポイント)

女子
- ポイントレース
  - レイレ・オラベリア -  (13ポイント)

### マウンテンバイク
男子
- クロスカントリー
  - イニャキ・レハレタ - 8位 (2時間00分21秒)
  - ホセ・アントニオ・エルミダ - 10位 (2時間01分01秒)
  - カルロス・コロマ - 28位 (2時間09分05秒)

女子
- クロスカントリー
  - マルガリータ・フリャーナ - DNF